# Ica
Pour l’article ayant un titre homophone, voir IK.
Pour les articles homonymes, voir Ica.
Ica est une ville du Pérou située sur la Panaméricaine sud à 300 km au sud de Lima. C'est la capitale du département et de la province du même nom, ainsi qu'un district de cette province.
La cité est nichée dans l'étroite vallée formée par le fleuve Ica, entre le Gran Tablazo de Ica et les pentes occidentales des Andes, à 47 km de la côte de l'océan Pacifique.
Le district d'Ica qui englobe l'agglomération est l'un des cinq districts urbains de la province d'Ica qui comprend en outre neuf districts ruraux. Il mesure 887 km2
Selon l'Institut national de statistique et d'informatique, c'est la 11e ville la plus peuplée du Pérou et en 2017, elle abritait une population de 305 074 habitants,.

## Histoire

### Toponymie
En dialecte Yunga le mot ika à pour racine ik signifiant « lac », en référence aux temps anciens où Ica était entourée de magnifiques lacs maintenant disparus.

### Symboles

#### Drapeau
Après la proclamation d'indépendance du Pérou (28 juillet 1821), le drapeau de la ville a été défini. Partagé en diagonale, son triangle vert représente la végétation et le sol fertile, sa partie jaune représente le soleil toujours présent dans la ville d'Ica.

#### Blason
La ville d'Ica n'avait pas à l'origine de blason, mais elle s'est inspirée de celui du fondateur de la ville Don Jerónimo Luis de Cabrera, qui était sculpté dans une vieille maison de la ville de Cuzco.
Parmi les symboles héraldiques, on distingue la chèvre (cabrera = chevrière = celle qui garde les chèvres), le raisin qui représente les vendanges et les ondulations qui figurent les lacs cristallins de la région.

#### Hymne
L'hymne à Ica a été composé en 1975 par Sara Lama Lama (musique) et Raquel Meneses Villagra (paroles). Elles y décrivent l'histoire d'Ica, les personnages illustres, les attractions touristiques et soulignent la ferveur religieuse et patriotique de la population.

### Époque pré-inca

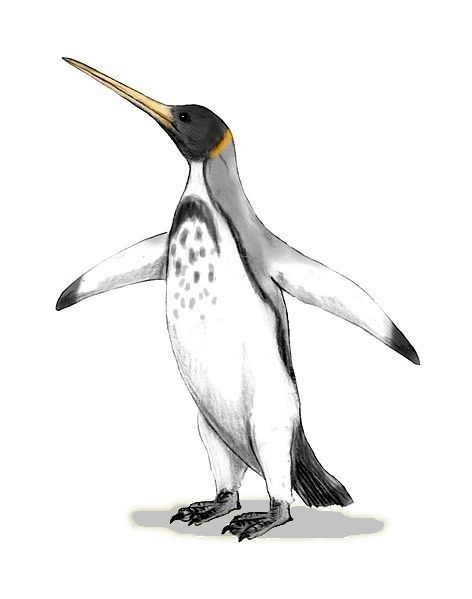
Icadyptes salasi, ancien habitant d'Ica, reconstitué par Nobu Tamura.

En 2007, les chercheurs ont découvert près d'Ica les restes fossiles d'un manchot préhistorique, Icadyptes salasi, qui habitait le désert d'Atacama il y a environ 36 millions d'années. Les scientifiques estiment qu'il mesurait entre 1,30 et 1,5 m de haut, avec un bec de 30 cm.
Les premiers habitants humains se sont installés dans la région d'Ica il y a environ 9 000 ans. L'« homme de Paracas », découvert dans la Pampa de Santo-Domingo, date de 6870 av. J.-C.
Plus tard, trois cultures pré-incas importantes se sont développées dans la région, la culture Paracas entre 800 av. J.-C. et 200 apr. J.-C., la culture Nazca 100 apr. J.-C. à 800 et la culture Chincha de 800 à 1476.

#### Culture de Paracas
Réputée pour leur maîtrise du tissage, les Paracas ont laissé comme artéfacts des manteaux en fibre de coton et de laine, préservés dans leurs couleurs et leur texture grâce aux conditions climatiques et au sol de la région, ainsi que des ballots funéraires (ou fardo) avec des momies accroupies qui montrent l'avancée de la technique non seulement de la momification, mais aussi des connaissances de la médecine et de la chirurgie à travers la trépanation. Ces momies ont été trouvées principalement à Cerro Colorado, où la roche a été sculptée en forme d'une coupe inversée pour y placer chaque ballot sous terre.

#### Culture Nazca
Les plus remarquables vestiges de la culture Nazca sont les géoglyphes tracés dans la pampa du même nom, les plus connus étant le colibri, l'araignée et le singe. María Reiche, une mathématicienne allemande qui a consacré 50 ans de sa vie à l'étude et à la préservation des lignes de Nazca, en est arrivée à la conclusion qu'il s'agissait d'un gigantesque calendrier agricole lié aux mouvements du soleil, de la lune et des constellations.
Contrairement aux lignes de Palpa, à Nazca il n'y a qu'une seule figure anthropomorphique, plus connue sous le nom de l'« astronaute » car on voit un être humain portant une sorte de combinaison de plongée, dont la silhouette est très proche de celle des astronautes actuels.
En 1994, les lignes de Nazca ont été déclarées patrimoine culturel de l'humanité par l'UNESCO (no 700) et constituent l'une des principales attractions touristiques de la région. La culture Nazca a également légué un réseau d'aqueducs qui sont utilisés jusqu'à aujourd'hui et qui ont permis le développement de l'agriculture du coton indigène, l'espèce Gossypium barbadense.

#### Culture Chincha
Ensuite surgit la culture Chincha qui se répand dans toute la région avec la vallée de Chincha comme centre politique. En 1476, l'inca Pachacutec a étendu son empire sur la région et formé le Chinchay Suyu, qui couvrait toute la région d'Ica jusqu'à la vallée de la rivière Majes. La culture Chincha n'a pas laissé beaucoup de références dans les chroniques espagnoles, ni d'artéfacts sur le terrain.
Il semble que c'était une civilisation très vouée au commerce terrestre et maritime, puisqu'elle échangeait des marchandises entre les montagnes et la zone côtière, puis son champ d'action s'est apparemment étendu à tout l'empire inca et peut-être même jusqu'en Équateur et au Chili, par cabotage grâce à une importante flottille d'embarcations.

### Période inca
Après la prise de contrôle d'Ica par les Incas sous le règne de Pachacutec, au XVe siècle, des colonies de peuplement sont installées dans toute la vallée, afin d'assurer la taxation des produits agricoles au bénéfice de Cuzco la capitale impériale de Tahuantinsuyo.

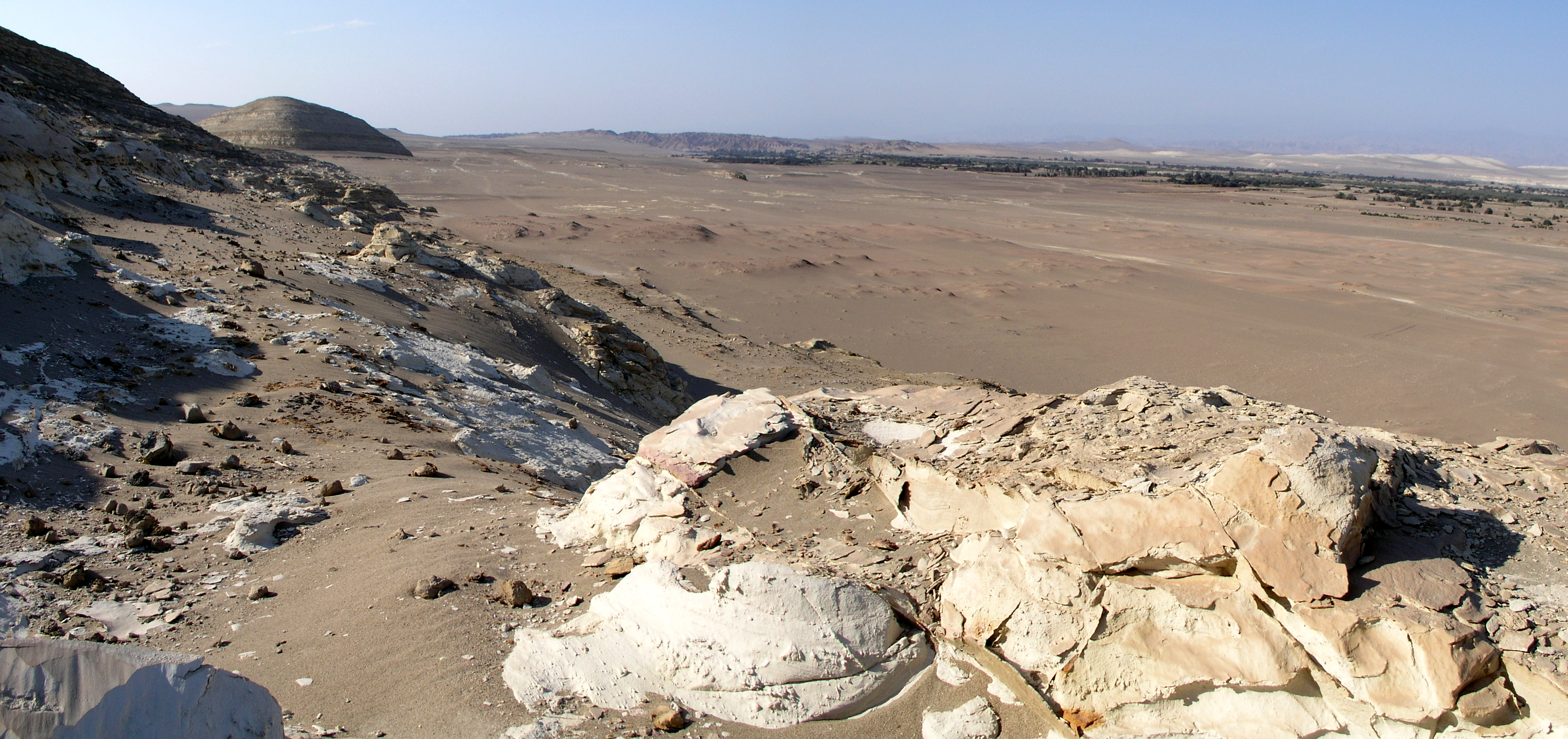
Le désert autour d'Ica.

#### La Achirana del Inca
Les Incas ont complété les aqueducs existants, le plus important étant La Achirana del Inca, qui détourne une partie des eaux du Río Ica et dont la construction est attribuée, selon la légende, « à la demande d'une belle jeune femme de la région qui a captivé Pachacutec, celui-ci a accepté la construction de l'aqueduc bien qu'il n'ait pas été réciproque dans ses sentiments envers la jeune femme ». Achirana signifie « ce qui va proprement vers ce qui est beau ».

#### Le pisco
Des Espagnols seraient arrivés dans la région dès 1533 à la recherche d'un endroit pour fonder la capitale de la vice-royauté, créant la ville de San Gallán dans la zone où se trouve aujourd'hui Pisco. Mais comme il fut décidé que la capitale serait installée dans la vallée du Río Rímac (ce sera Lima), cette région fut cédée à Nicolás de Ribera el Viejo, qui en 1551, serait le premier à produire une eau-de-vie de vin à partir de moût de raisin dans ses terres de Ica avec des cépages apportées des Îles Canaries.
C'est à cette époque que le raisin de type quebranta a été développé sur la base du raisin noir européen, qui donne sa saveur unique à l'eau-de-vie produite. Le moût était conservé dans des bocaux en argile, appelés piskos, similaires à ceux utilisés à l'époque inca pour laisser fermenter la chicha, mot dont le nom pisco est également supposé dériver. Très vite, cet alcool a commencé à être commercialisé dans toute la vice-royauté, puis le reste de l'Amérique et enfin l'Europe, le port de Pisco étant le point de départ des bateaux.
Ce brandy a ainsi acquis le nom de Pisco, boisson nationale péruvienne. C'est un alcool fort ressemblant un peu à la grappa italienne que les autorités du pays ont déclarée en 1988 comme faisant partie du patrimoine culturel du pays. En 2013, le pisco péruvien a obtenu le statut d'IGP par l'Union européenne.

### Fondation d'Ica

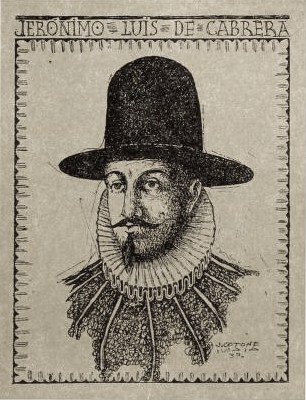
Portrait de Jerónimo Luis de Cabrera.

La ville ne fut fondée qu'en 1563 par Jerónimo Luis de Cabrera sous le nom de Villa de Valverde del Valle de Ica, en l'honneur du missionnaire dominicain Vicente Valverde (1498-1541). En désaccord avec le vice-roi Francisco de Toledo, Cabrera sera décapité à Lima le 15 août 1574.
Après des tremblements de terre répétés qui ont détruit la ville, celle-ci dû changer de place et finalement en 1633, elle est installée à l'endroit qu'elle occupe actuellement et a été reconnue comme une ville.
La cathédrale d'Ica de style colonial est placée sous le vocable de Saint Jérôme en l'honneur de son saint patron. Elle est aujourd'hui le siège du diocèse d'Ica.
Selon une tradition relative à un christ en bois, un miracle se serait produit en 1558 dans la forêt de Rurin, dont le nom devenu serait devenu par déformation Luren, d'où le nom de Señor de Luren (es) donné à cette statue. Cette représentation du Christ en croix est toujours l'objet d'une intense dévotion dans la cité où un sanctuaire lui est dédiée.
Une autre tradition mentionne également les moments où cette statue a miraculeusement survécu aux tremblements de terre intenses qui ont dévasté la ville et la région au cours des trois derniers siècles et demi, ainsi que dans un incendie qui a assombri cette statue de bois.
Vers 1595, la traite des esclaves africains par les Espagnols a commencé, esclaves qui étaient vendus aux marchés de la province de Chincha pour le sud du Pérou.
Ce commerce - qui ne cessera qu'avec l'indépendance - a marqué cette province où la culture afro-péruvienne est toujours vivace. Cette population était principalement occupée dans l'agriculture, à la fois dans les vignobles et plus tard dans les champs de coton.
Lors de la réorganisation de 1783, la vice-royauté du Pérou fut scindée en « intendances » et la région d'Ica fut incorporée dans celle de Lima (1783).

### Indépendance
La ville d'Ica a proclamé son indépendance quelques mois avant l'arrivée du libérateur San Martín en septembre 1820, qui débarqua dans la baie de Paracas et installa son quartier général à Pisco. En juillet 1821, il part pour Lima mais auparavant il décide du dessin du drapeau national du Pérou inspiré des parihuanas, oiseaux typiques de Paracas.

#### Guerre du Pacifique
Pendant la guerre du Pacifique (1865-1866), le département d'Ica faisait partie de la résistance contre l'invasion chilienne, des batailles ont eu lieu dans tout le département, comme la bataille de Cerillo à San José de los Molinos.

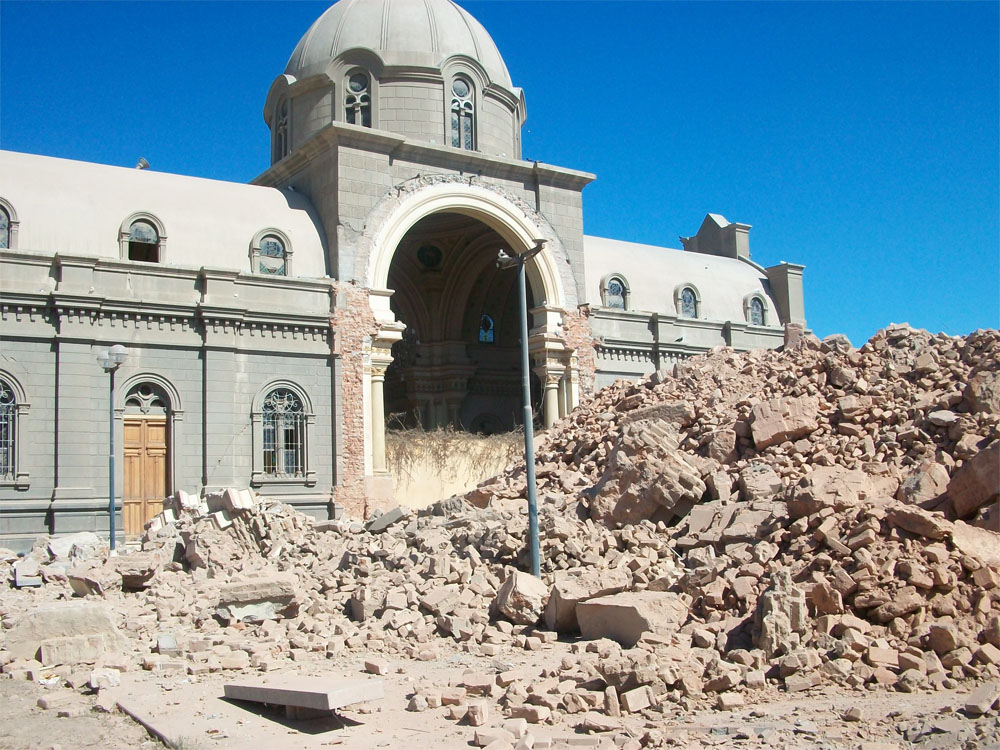
Le sanctuaire du Señor de Luren après le séisme de 2007.

#### Catastrophes naturelles
Ica a été le site de fréquents tremblements de terre et d'inondations, qui ont énormément affecté la ville. La première grande crue a été enregistrée le 17 mars 1908, lorsque le río Ica n'était bordé que par des haies de saules et de tamaris. En 1912 les premiers travaux de protection de la ville ont été entrepris et en 1916 une 1re loi a été votée pour canaliser le fleuve, mais ce n'est qu'après les inondations de 1925, 1929 et 1932 qu'ils ont été menés de 1932 à 1935. Des premiers murs de ciment ont été construits, mais cela n'a pas suffi à empêcher l'inondation de 1963.
- Inondation de 1998 : Le 29 janvier 1998, la ville a été affectée par le débordement du río Ica, causé par trois glissements de terrain dans la chaîne montagneuse de Santiago de Chocorvos à 60 km au nord-est. Après plusieurs alertes les 23 et 24 janvier, le 29 une pluie torrentielle a commencé à 15 heures qui a surpris les citoyens, laissant 80 % de la ville pleine de boue, de débris et d'une moyenne d'un mètre d'eau.

Après l'inondation, des défenses fluviales ont été construites pendant la présidence d'Alberto Fujimori, les berges ont été renforcées par des travaux d'ingénierie par exemple dans le secteur du pont Puente los Maestros où passe la route panaméricaine sud. Ensuite, il y a eu d'autres inondations mais avec un effet moins destructeur.
- Tremblement de terre de 2007 : Le 15 août 2007, la ville a été durement touchée par un très fort tremblement de terre. L'Institut Géophysique du Pérou a enregistré une magnitude locale (ML) de 7.0 sur l'échelle de Richter[4]. La magnitude de moment (Mw), caractéristique de l'énergie mise en jeu par le séisme, fut estimée à 8.0[5]. L'intensité maximale des dégâts évaluée sur l'échelle de Mercalli fut de VII à VIII dans un rayon de 100 km autour de l'épicentre[6],[4].

Ce séisme a été ressenti avec des intensités de VI dans la capitale Lima et de II-III dans les villes d'Arequipa (à 500 km) et de Chiclayo (à 900 km). À Ica cette catastrophe a fait 387 morts, 1 050 blessés, 76 000 maisons complètement détruites et inhabitables, soit 80 % des constructions, et des centaines de milliers de sans abri. 75 % du département d'Ica a été affecté et le séisme a été ressenti jusqu'à Lima.
En 2010, seulement environ 35 % des dommages causés par le tremblement de terre avaient été réparés, certaines parties de la ville étant toujours affectées par la pénurie d'eau potable.

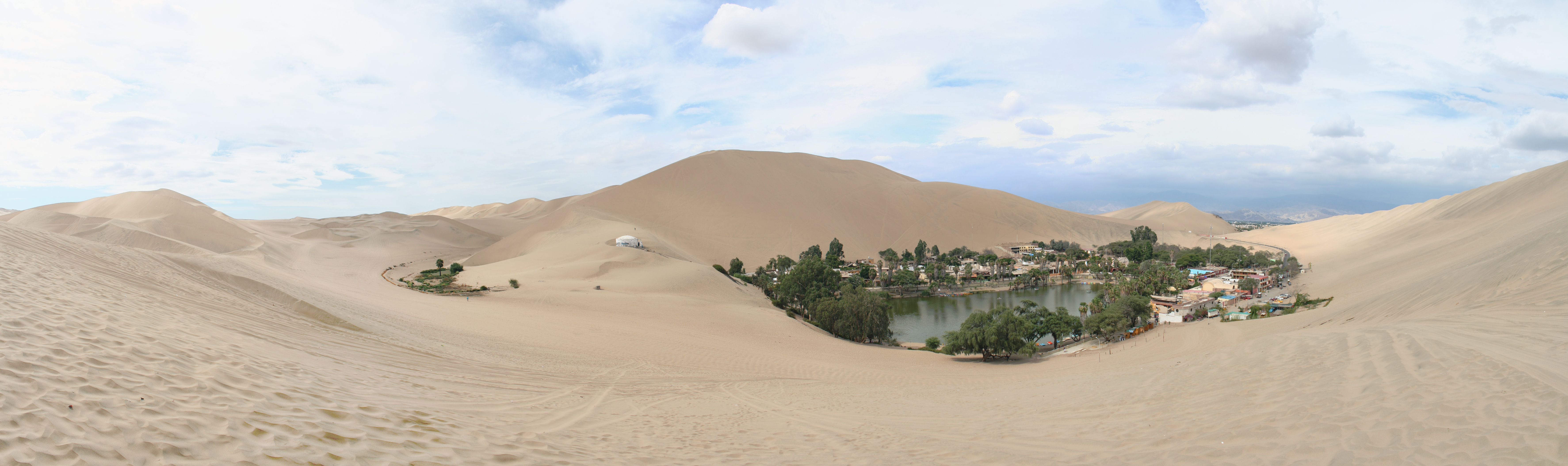
Huacachina.

## Géographie
Le district d'Ica qui englobe l'agglomération est l'un des quatorze districts qui composent la province d'Ica.
| Province de Pisco  | Subtanjalla, San Juan Bautista | Parcona, LaTinguiña |
| Réserve de Paracas | District d'Ica                 |                     |
| Océan Pacifique    | Pueblo Nuevo                   | Los Aquijes         |

Le territoire est désertique et accidenté, avec des oasis et de vastes plaines, entouré de chaînes de montagnes, de vallées, de collines et de dunes.

### Hydrographie
La ville, située à 406 m d'altitude, est traversée par le Río Ica l'un des quatre fleuves avec le Río Chincha ou Río San Juan (es), le Río Pisco et le Río Grande (es), qui, du nord au sud, descendent en parallèle des Andes vers le Pacifique et constituent le réseau hydrographique du département d'Ica.
La ville a longtemps puisé de l'eau pour ses besoins domestiques et agricoles dans un aquifère alimenté par l'eau de fonte des glaciers. Or, la consommation régionale dépasse l'afflux d'eau dans l'aquifère qui s'assèche rapidement. Des habitants et des militants écologistes appellent désormais à une irrigation plus efficace et à l'ajout de barrages et d'aqueducs
Le Río Ica a provoqué dans la cité des inondations catastrophiques en 1941, 1963 et surtout en 1998.

### Géologie
La zone est placée sur le Gran Tablazo de Ica (es), une formation épirogène de la côte sud-centrale du Pérou, qui s'étend entre les lits des fleuves Río Pisco et Río Ica (es) et l'océan Pacifique, avec une altitude maximale de 1 000 mètres. Le mouvement épirogénique local se traduit par une altitude qui augmente à une vitesse moyenne de 2,5 mm par an, soit 1⁄4 de mètre par siècle.
Autour d'Ica se trouve aussi le désert côtier péruvien, l'un des grands déserts américains, qui s'étend sur près de 185 000 km2 de Lambayeque à Ica et relie le désert de Sechura au nord au désert d'Atacama au sud.

### Démographie
L'agglomération d'Ica comprend les districts d'Ica avec 155 247 habitants, de Los Aquijes avec 22 882 habitants, de Subtanjalla avec 28 595 habitants, de La Tinguiña avec 41 583 habitants et de Parcona avec 56 767 habitants.
Selon l'Institut national de statistique et d'informatique, c'est la onzième ville la plus peuplée du Pérou qui abritait en 2017 une population de 305 074 habitants,.

### Climat
Ica a un climat chaud et sec - désertique chaud (BWh) dans la classification de Köppen - avec une température moyenne de 27 °C en été et 18 °C en hiver. Normalement, la température maximale en été dépasse 30 °C et le minimum ne tombe pas en dessous de 8 °C. Le climat de la ville peut aider à soulager l'asthme, qui est aggravé par les climats humides et humides et leurs allergènes associés. Une caractéristique de son climat est liée aux vents forts appelés paracas, qui soulèvent généralement de grandes tempêtes de sable.
| Mois                                            | jan. | fév. | mars | avril | mai  | juin | jui. | août | sep. | oct. | nov. | déc. | année |
| ----------------------------------------------- | ---- | ---- | ---- | ----- | ---- | ---- | ---- | ---- | ---- | ---- | ---- | ---- | ----- |
| Température minimale moyenne (°C)               | 17,1 | 16,4 | 17,5 | 15,2  | 12,6 | 10,9 | 9,2  | 11,2 | 10,3 | 11,6 | 11,5 | 13,9 | 13,1  |
| Température minimale moyenne la plus basse (°C) | 10   | 12   | 10   | 9     | 7    | 9,4  | 6    | 6    | 7    | 7    | 8    | 9    | 6     |
| Température moyenne (°C)                        | 23,1 | 22,2 | 23,7 | 21,7  | 18,9 | 17,2 | 15,1 | 17,4 | 16,6 | 17,9 | 17,8 | 19,8 | 19,2  |
| Température maximale moyenne (°C)               | 29,1 | 28   | 30   | 28,2  | 25,2 | 23,5 | 21,1 | 23,7 | 23   | 24,3 | 24,2 | 25,8 | 26    |
| Température maximale moyenne la plus haute (°C) | 36   | 36,6 | 37,3 | 35    | 33   | 32   | 28   | 29   | 30   | 31   | 33   | 35,4 | 37,3  |
| Précipitations (mm)                             | 3    | 2,5  | 3    | 0,2   | 0    | 0,7  | 0,8  | 0    | 0,6  | 0    | 0    | 0,6  | 11,4  |
| Nombre de jours avec précipitations             | 1    | 1    | 1    | 0     | 0    | 0    | 0    | 0    | 0    | 0    | 0    | 0    | 3     |

## Économie

### Agro-exportation
Ica est un centre viticole qui produit principalement du pisco depuis la colonisation espagnole. Il y a des tanneries et des industries textiles. Mais la province est surtout grande exportatrice de produits agricoles. L'agriculture à Ica est l'une des plus efficaces du Pérou, elle produit principalement de la luzerne, du coton, des patates douces, des oignons, des asperges, des pois chiches, du maïs, du maïs dur, des mandarines, des mangues, des pommes, des oranges, du pallar à grains secs, des avocats, des tomates, des grenades, des palmiers dattiers, des noix de pécan (ou pacane) des olives et du raisin. Le cheptel d'Ica n'est pas important, sauf pour les volailles, qui représentent 5,66 % du total péruvien.
La production est concentrée dans la vallée, située au milieu du désert du Pacifique, grâce à un ensoleillement permanent. La province est pour les Péruviens, le « Pays du Soleil ».

### Voies de communication
La ville est bien reliée grâce à l'autoroute panaméricaine. Elle dispose également d'un petit aérodrome, d'où décollent les vols touristiques au-dessus des lignes de Nazca.
Un ancien chemin de fer la reliait à la ville de Pisco, mais celui-ci a été détruit lors de l'invasion chilienne pendant la guerre du Pacifique. Sous le mandat du président Martín Vizcarra, existe un projet de train régional qui joindrait les villes de Chincha Alta, Pisco et Ica.

### Folklore
Parmi les traditions qui sont préservées à Ica, il y a la race des chevaux Paso péruviens, déclarée patrimoine culturel de la nation par l'Institut National de la Culture (INC), les combats de coqs et surtout la musique et les danses afro-péruviennes, telles que le festejo (accompagné par la quijada), l'alcatraz (es) et la danse des Negritos (es), ce dernier étant considéré comme la danse typique de la région.

### Gastronomie
- Morusa de pallares (fèves) : Purée rustique de fèves fraiches ou séchées, cuites jusqu'à ce qu'elles fondent, puis mélangées avec une vinaigrette péruvienne pour finir la cuisson. à servir avec rosbif ou porc.
- Pallares épicés : Purée de fèves pimentée.
- Carapulca : Potage indigène préparé avec des pommes de terre séchées  bouillies et cuit avec diverses viandes et épices[11],[12].
- Tejas : Dessert composé d'un morceau de fruit ou de noix de pécan, recouvert de blanc-manger[13].
- Chapanas : Friandise péruvienne à base de farine de manioc, d'anis et de mélasse. La combinaison est traditionnellement enveloppée dans une feuille sèche, et le plat est servi et consommé froid. Le nom chapana est dérivé du mot quechua chapuni, qui signifie pétrir.
- Pisco : eau-de-vie de raisin traditionnelle distillée à partir des cépages Quebranta, Uvina, Mollard, Negra Criolla, Albilla, Italia, Muscat et Torontel.
- Cachina : Boisson traditionnelle à base de vin jeune (moins de 30 jours après pressage).

Patrimoine historique et culturel d'Ica.
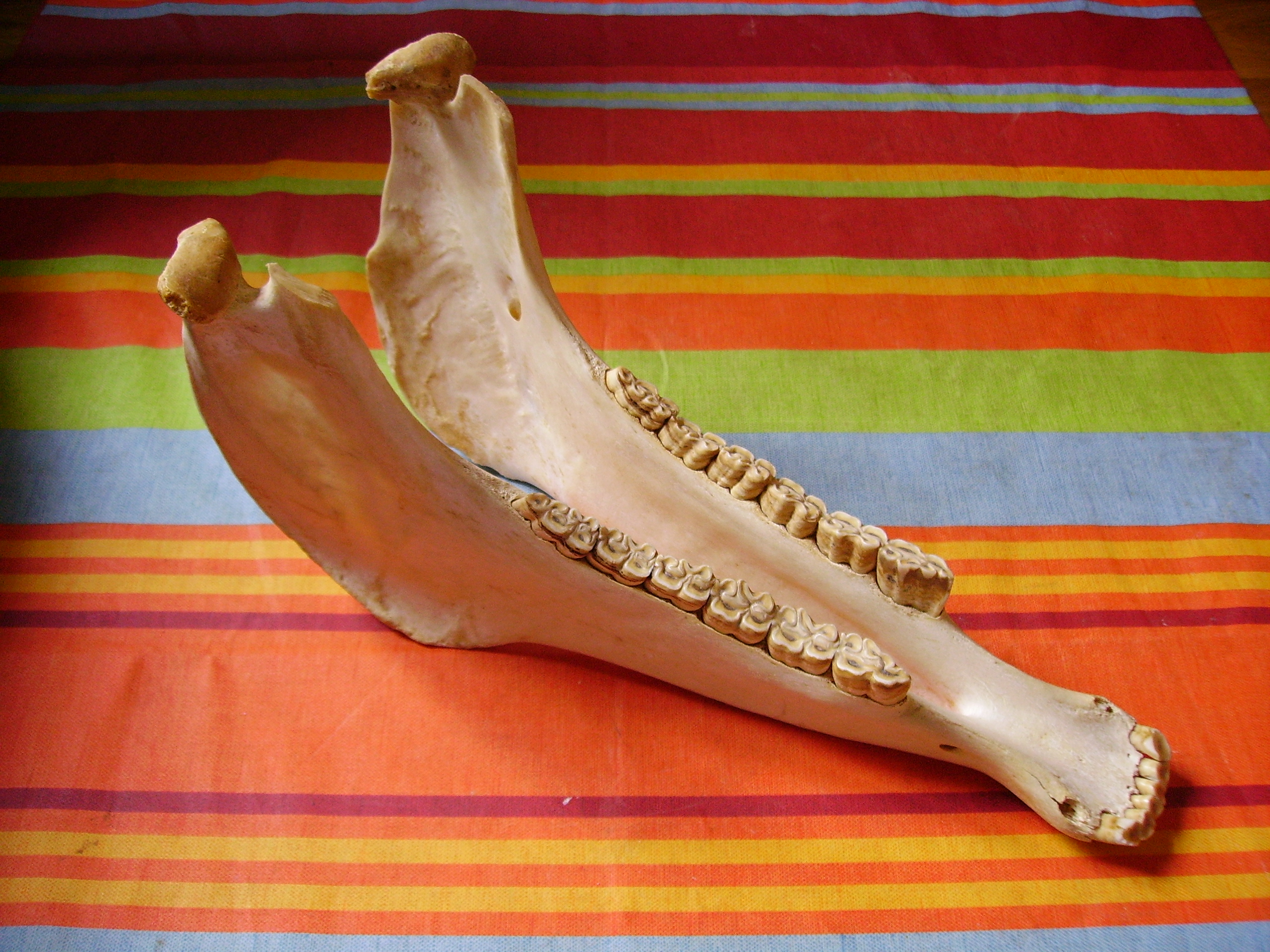
Une mâchoire d'âne - Instrument traditionnel.
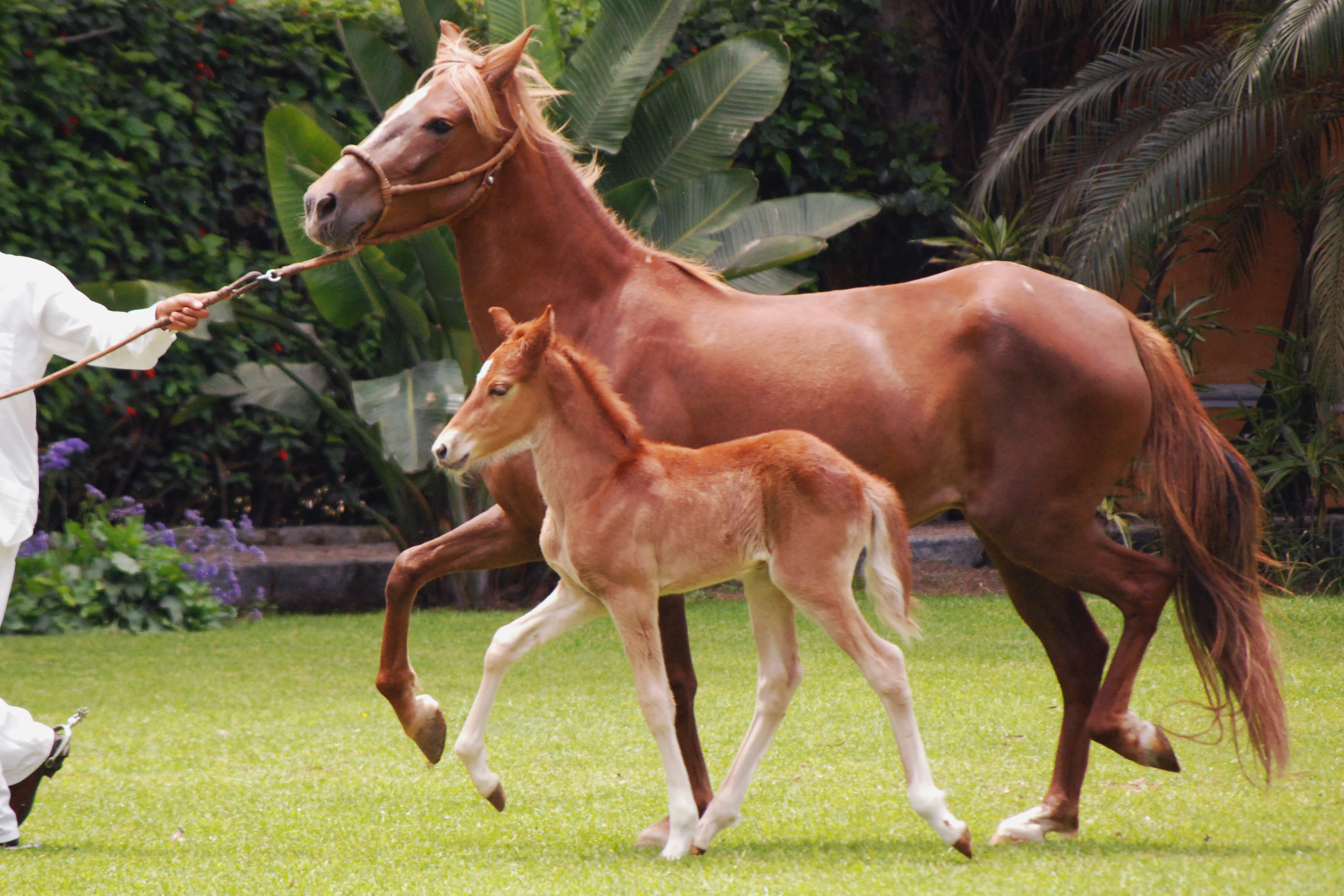
Jument et poulain Paso péruviens alezans.
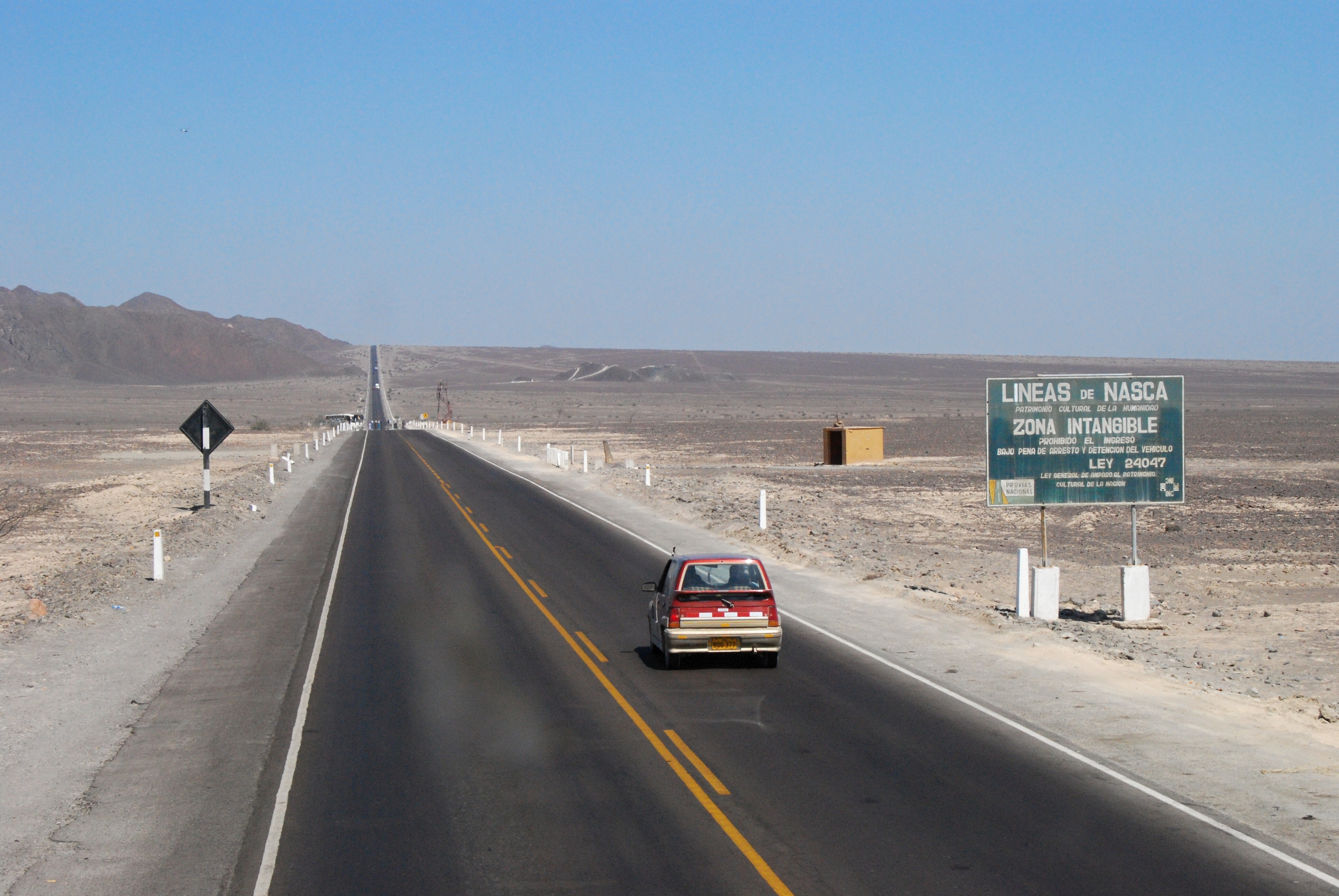
Sur la panaméricaine entre Ica et Nazca.
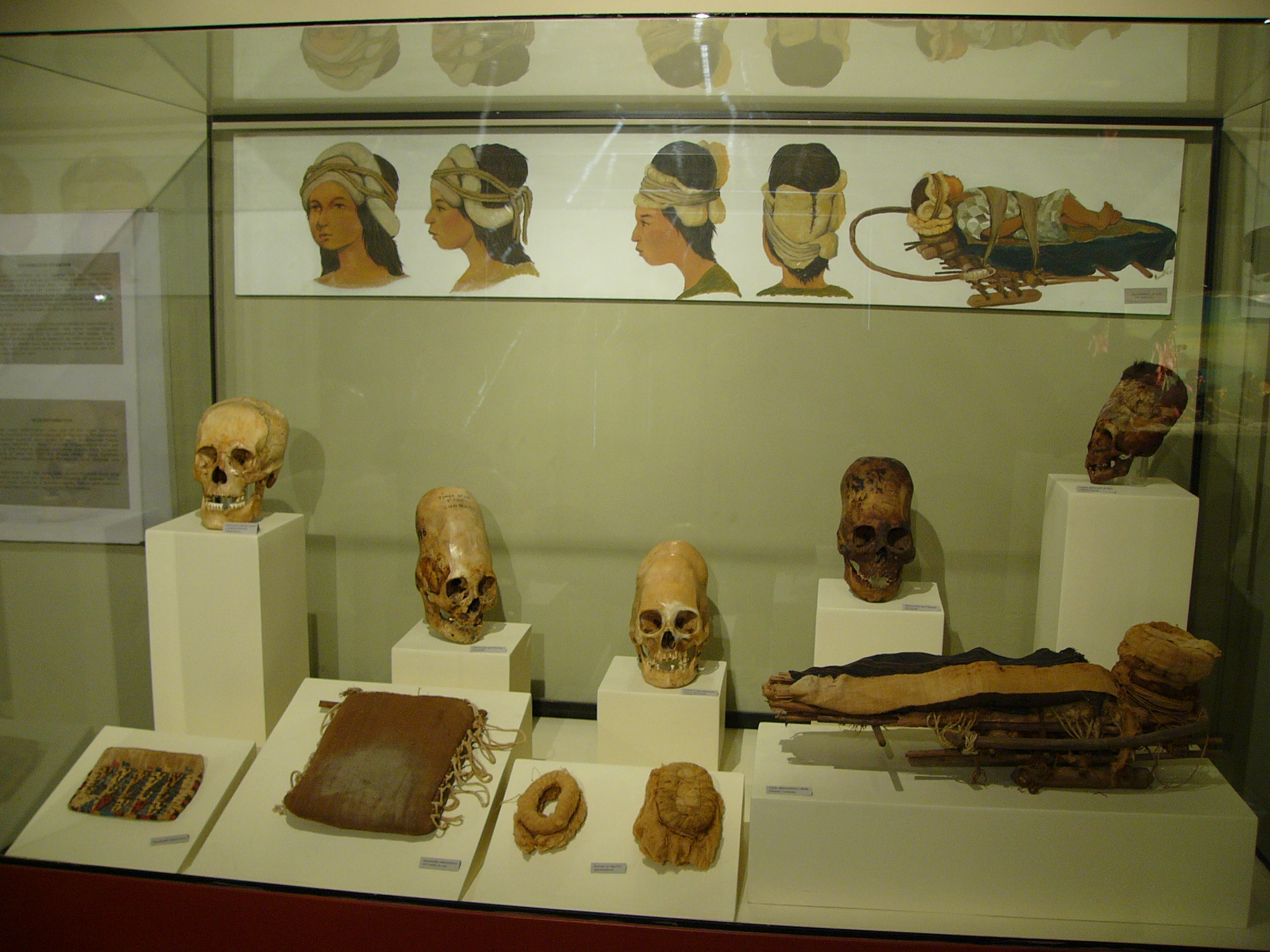
Vitrine du Musée régional d'Ica.
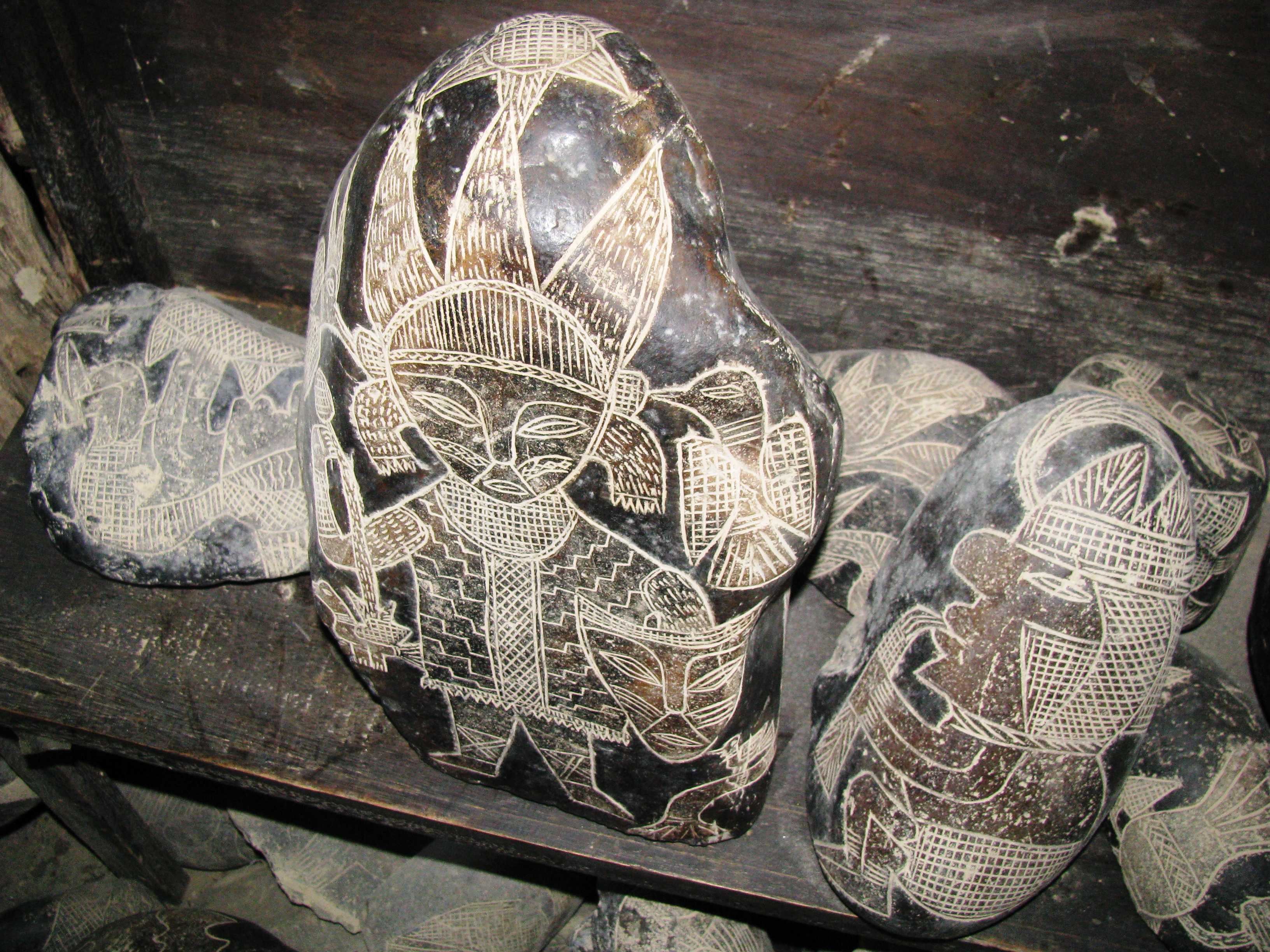
Une "pierre d'Ica".

### Éducation
Dans la région, il y a une université publique, l'Université nationale San Luis Gonzaga et trois annexes d'universités privées de Lima: l'Université Alas Peruanas dans la province d'Ica et les universités San Juan Bautista et Inca Garcilaso de la Vega à Chincha.
On compte aussi des instituts supérieurs technologiques tels que l'Institut Catalina Buendía de Pecho, un institut public reconnu pour ses enseignements en matière d'agronomie, ou l'École supérieure de formation artistique publique "Sérvulo Gutiérrez" et l'école supérieure de musique Francisco Pérez Anampa.
Les formations aux métiers de la restauration sont assurées par la SENATI qui a été inaugurée à Pisco, avec le soutien de la Société péruvienne de gastronomie, afin de satisfaire la demande des restaurants, en particulier celle des nouveaux hôtels situés à Paracas.
Entre les recensements de 1981 et 2007, le taux d'analphabétisme a chuté de 4 points de pourcentage, passant de 6,8 à 2,8 %. Le taux 2007 de la région est donc bien en deçà de la moyenne nationale (7,1 %) faisant de la région d'Ica la deuxième région, après Lima, ayant le taux d'analphabétisme le plus bas du pays.

### Tourisme
Chaque mois de mars, une fête des Vendanges se déroule dans la ville avec concours, défilés de chars, musiques et danses afro-péruviennes.
La ville abrite un musée important le Musée régional d'Ica, avec en particulier des momies précolombiennes et une collection impressionnante de crânes déformés ou présentant des traces de trépanation, ainsi que des meubles, des peintures et autres objets de l'époque coloniale.
Autour d'Ica se trouve aussi un des grands déserts latino-américains. L'oasis d'Huacachina attire les touristes. De la ville d'Ica on peut se rendre à l'océan par ce désert en environ trois heures en dune buggy. En 2012 et 2013, puis 2018 et 2019 ce désert de dunes de sable a été plusieurs fois le théâtre d'étapes du Rallye Dakar. L'oasis de Huacachina, située à 5 km de la ville d'Ica, est entourée de grandes dunes de sable, propices à la pratique du sandboard, ainsi qu'à d'autres sports d'aventure.
Ica est mondialement connu pour les mystérieuses pierres d'Ica, un ensemble de 15 000 galets d’andésite gravés.

## Patrimoine historique et culturel
En 2018, l'afflux de touristes dans la ville d'Ica était de 1 477 841 visiteurs, dont 248 582 touristes étrangers, selon le rapport du Portail Régions du Tourisme.

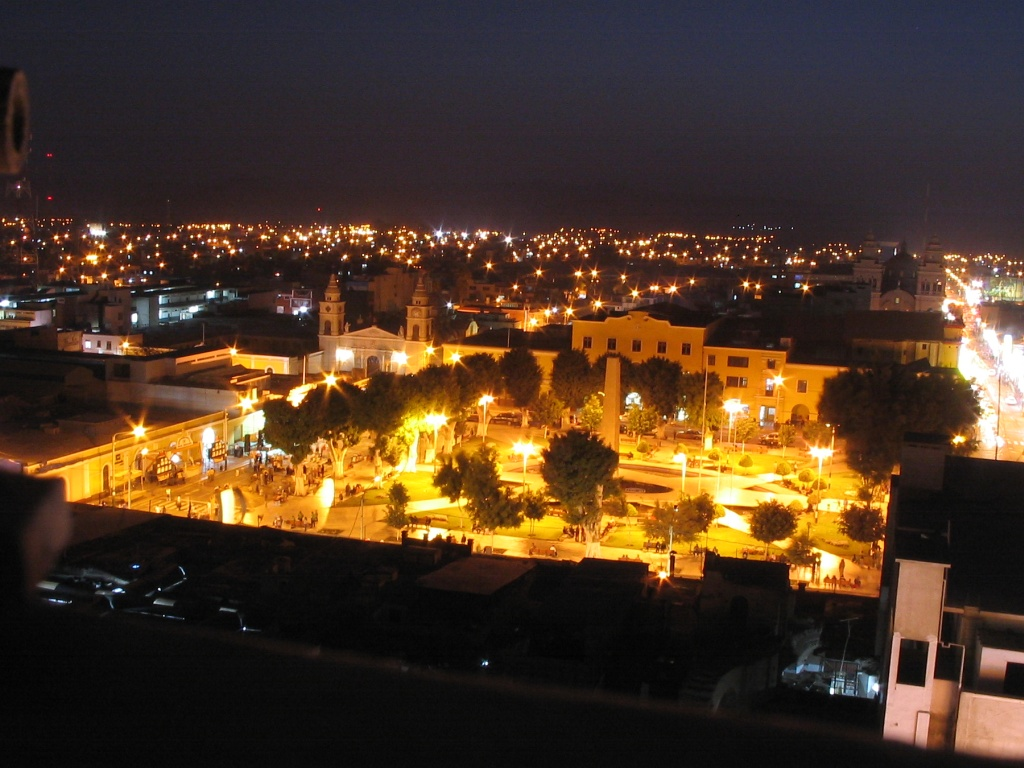
Plaza de Armas d'Ica, la nuit.

- Palais municipal : sa construction a commencé à l'époque républicaine, il conserve une série de caractéristiques architecturales, telles que des arcs et autres ornements d'une beauté exceptionnelle. Au deuxième étage se trouve l'hôtel de ville, entièrement décoré d'une série de figures ornementales en bois en haut relief qui représentent les saisons de l'année, ainsi qu'un grand tableau qui représente la proclamation d'indépendance en 1820.
- La cathédrale du XVIIIe siècle, faisait partie du complexe monumental de la Compagnie de Jésus. Elle a été rénovée en 1814. L'église a deux styles, à l'extérieur le néoclassique représenté sur sa façade et à l'intérieur, le baroque de la chaire et des autels. Le monument a été très endommagé lors du séisme de 2007. Les travaux de restauration n'ont commencé qu'en 2015, ont demandé 2 ans et se sont terminés en 2018.
- Sanctuaire du Seigneur de Luren : le style de ce temple est d'architecture néoclassique avec un plan en croix latine. Il se caractérise par trois portails avec des arcs en brique. C'est l'une des églises les plus fréquentées de la ville car elle abrite le saint patron d'Ica. Le monument a été très endommagé lors du tremblement de terre de 2007[14],[15]. Il aura fallu 12 ans pour que la reconstruction soit entreprise et terminée[16].La sorcière (bénéfique) de Cachiche.

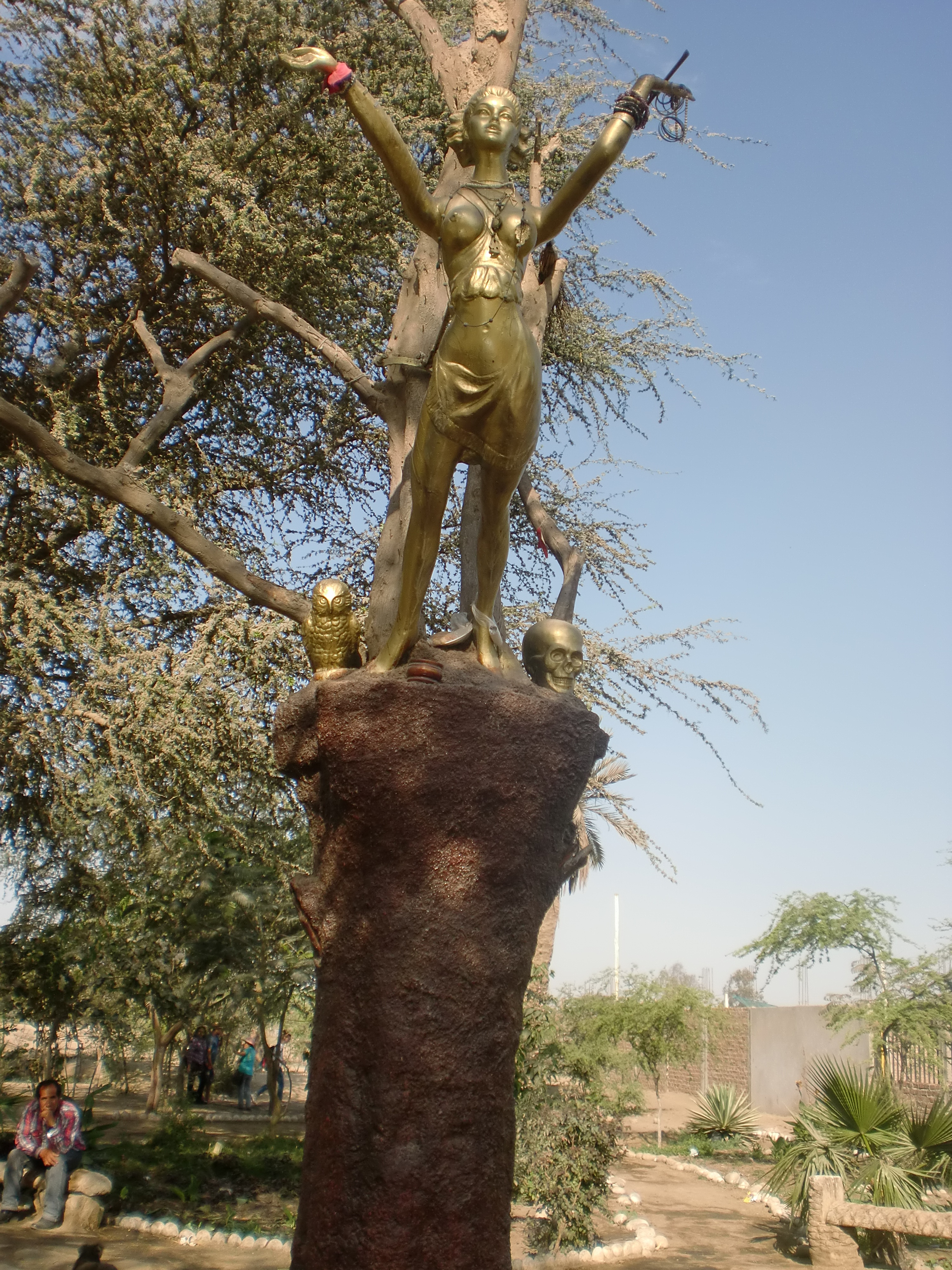
La sorcière (bénéfique) de Cachiche.

- Musée régional Adolfo Bermúdez Jenkins : Le Museo Regional de Ica expose une collection d'artéfacts préhistoriques et préhispaniques des cultures Paracas, Nasca, Huari, Ica et Inca, ainsi que des tableaux et des meubles coloniaux et républicains. Le musée est réputé pour ses paquets funéraires précolombiens (fardos), ses momies et ses crânes déformés. Les crânes allongés des cultures Paracas et pré-inca suggèrent une déformation rituelle, peut-être pour marquer une classe d'élite. Certains crânes portent également des preuves de trépanation, une sorte de chirurgie cérébrale précoce pour soulager la pression interne ou enlever la matière crânienne endommagée lors de combat.
- Le musée des pierres, fondé par le collectionneur Dr. Javier Cabrera, présente une collection de pierres mystérieuses (en réalité une supercherie) et diverses gravées de scènes d'activités humaines.
- Casona del Marqués de Torre Hermosa, l'un des rares exemples d'architecture vice-royale qui a survécu aux mouvements sismiques et à la croissance urbaine. Son portail rococo sculpté dans la pierre se distingue. Elle est connue sous le nom de La Casa Bolívar car elle abritait le Libertador lors de son passage dans la ville.
- Casona Mendiola, qui appartenait aux sœurs Martínez Benvenuto, a un beau plan vice-royal avec un double patio sur la rue Bolívar, a été endommagé par le tremblement de terre de 2007.
- Cachiche, un lieu connu pour les sorcières mythiques qui y résidaient, comme Julia Hernández Pecho Viuda de Díaz. Il y a aussi le palmier aux sept têtes, dont les troncs et les racines prennent des formes sinistres, à la manière de gigantesques serpents.
- Lac de Huacachina, lieu traditionnel de promenade et de repos pour les habitants d'Ica, et incontournable pour les étrangers. La laguna de Huacachina est l'une des rares oasis naturelles qui existent dans le pays, qui se combine avec un paysage qui harmonise les dunes, les palmiers et les huarangos. Dans le passé on attribuait des propriétés curatives aux eaux de ce lac grâce à une sirène qui y vivait.

### Festivités
- Semaine Sainte.
- Señor de Luren (es).
- Fête de la moisson.

### Football
Comme dans le reste du pays, le sport le plus pratiqué dans la ville d'Ica est le football. Au cours de l'année plusieurs championnats de ligue mineure sont organisés. Les clubs les plus populaires de la ville sont le Sport Victoria et l'Octavio Espinosa. Ce dernier a évolué en première division de 1966 à 1971 et de 1984 à 1991. Une autre équipe importante est le CSD Estudiantes de Medicina, vainqueur de la Copa Perú en 2000.
Le principal site sportif pour la pratique du football est le stade José Picasso Peratta, propriété de l'Instituto Peruano del Deporte, lieu où les équipes d'Iqueños jouent leurs matchs à domicile. Il ne peut accueillir que 8 000 spectateurs, mais la population en est fière.

## Personnalités liées à la commune
- Alfredo Barnechea, journaliste et homme politique, né à Ica en 1952. Candidat à la présidence du pays en 2016.
- Eloy Campos, footballeur international puis entraîneur, né à Ica en 1942.
- Guillermo Delgado (1931-2014), footballeur, né à Ica.
- Domingo Elías (1805-1867), homme politique, né à Ica. Président de la République du Pérou, du 17 juin au 10 août 1844.
- Jorge Olaechea, footballeur international, né à Ica en 1956.
- Ana Jara, avocate et femme politique, née à Ica en 1968. Présidente du Conseil des ministres du Pérou de 2014 à 2015.
- Gabriela Pérez del Solar, joueuse de volley-ball, née à Ica en 1968. Reconvertie dans la politique.
- Hugo Sotil, footballeur international, né à Ica en 1949. Il est considéré comme l'un des meilleurs joueurs de football de l'histoire du Pérou des années 1970. Il était membre de l'équipe nationale péruvienne qui a remporté la Copa América 1975.
- Adolfo Donayre (1933-2011), footballeur, né à Ica. Il a défendu son style de jeu juste et élégant qui lui a valu le surnom de "Chevalier des sports" et est devenu une idole du Centre Iqueño, où il a remporté le seul titre de son histoire.
- Abraham Valdelomar. Narrateur, poète, journaliste, essayiste et dramaturge péruvien. Il est considéré comme l'un des principaux conteurs du Pérou.
- José de la Torre Ugarte. Auteur des paroles de l'hymne national, dont la musique a été composée par José Bernardo Alcedo.
- Sérvulo Gutiérrez. Peintre, boxeur et poète péruvien. Il est reconnu comme le peintre péruvien le plus représentatif de sa génération.
- José Matías Manzanilla Barrientos. Avocat, juriste et homme politique péruvien. On se souvient de lui pour avoir été l'auteur d'une série de projets de législation du travail, qui sont devenus la base de la législation du travail naissante.
- Juan Manuel Pinelo. Héros péruvien de la Guerre d'indépendance de l'Argentine.
- Antonia Moreno Leyva. Représentante la plus authentique de l'héroïsme des femmes dans la guerre du Pacifique.
- Enrique Del Solar Cáceda (1911-1990), biologiste marin.

## Jumelages
- Córdoba (Argentine) (Argentine)[17]
- Miami Beach (États-Unis)[18]
- Lombardie (Italie)